# 한호웅
한호웅(1968년 10월 21일 ~ )은 대한민국의 성우이다. 1990년 KBS 22기 공채 성우로 데뷔하였다.

## 주요 출연작품

### 애니메이션
※전체 출연작은 외부 링크를 참조
- 개구리 왕눈이 (SBS) - 미꾸라지 / 얌술이
- 개구쟁이 데니스 (SBS) - 슬리퍼
- 거북이 특공대 Z (SBS)
- 꼬꼬마 텔레토비 (KBS) - 뚜비
- 꾸러기 수비대 (KBS) - 강다리 / 늑대
- 늘코의 참 큰 세상 (EBS) - 땡추
- 들장미 소녀 린 (SBS) - 토마스 / 에릭
- 로봇용사 다그온 (SBS) - 전나무 / 제노사이드
- 마법소녀 리나 (SBS) - 정글스
- 마이크로맨 (KBS) - 월터
- 마이트가인 (KBS) - 제이 / 파이어 다이버 / 가드 다이버 / 월터
- 마하 고고 (SBS)
- 메가레인저 (SBS) - 레드 사이코
- 명탐정 코난 (투니버스) - 심준형
- 베리베리 뮤우뮤우 (SBS) - 류시경 / 베리 아빠 / 담임 선생님
- 벨과 마법의 성 (KBS)
- 별난 깜찍 수호천사 (EBS) - 번쩍
- 비스트워 네오 (SBS) - 디메트론
- 사무라이 참프루 (투니버스) - 조지
- 사이버탐험대 쟈니퀘스트 (KBS)
- 사랑의 천사 웨딩피치 (투니버스) - 케빈 / 리모네
- 성탄절의 축구 (KBS) - 윌
- 수신연무 (애니맥스) - 코쵸
- 스페이스 몽키 (SBS) - 리서스
- 신비의 세계 엘하자드 (SBS) - 레온
- 아마게돈 (KBS)
- 알라딘 (KBS) - 아굴 / 도둑
- 올림포스 가디언 (SBS)
- 와일드 캣츠 (어린이TV)
- 요절복통 탈리스의 모험 (EBS) - 아빠
- 우주소녀 푸르나와 바다탐험대 (EBS) - 보보
- 우주소년 아톰 (SBS) - 로봇물 캐스터
- 우주용사 버즈 (KBS)
- 우주의 기사 테카맨 (SBS)
- 원피스 (KBS) - 헤르메포
- 자크 쿠스토의 해양 탐사대 (EBS) - 빈센트
- 전사 골리앗 (KBS) - 맥베스
- 지구용사 선가드 (KBS) - 가드 스타 / 가디언 / 슈퍼 가디언 / 만수 동생
- 지오레인저 (SBS) - 로키
- 천공전사 젠키 (투니버스) - 젠키
- 카우보이 비밥 (투니버스) - 샤프트
- 컸다, 러그래츠 (EBS) - 찰스 / 저스틴 / 브렛
- 타잔 (KBS) - 조이
- 태권왕 강태풍 (KBS) - 잭 라이언
- 티몬과 품바 (KBS) - 심바
- 파워 퍼프 걸 (SBS) - 그
- 팽이대전 G블레이드 (SBS) - 이둥보
- 하얀 낙타 (SBS) - 멜키오 왕자
- 합체용사 플러스터 (재능TV) - 자나클 / 자기리언 / 가이댄스 / 스트로니치

### 애니메이션 영화
- 슈렉 1~3 - 과자 인간(1~3편) / 돼지(1편)
- 타잔 - 선장
- 토드와 코퍼 - 토드
- 토이스토리 1~2 - 외계인(1~2편) / 레니(1편) / TV 방송 음성(1편)
- 뮬란 - 황제의 첩차
- 벅스 라이프 - 일꾼 개미

### 방송
- 남희석 이휘재의 멋진만남 (SBS)
- 동화나라 꿈동산 (KBS)
- 10대 세상! 내일이 보여요 (MBC)
- 김용만 신동엽의 즐겨찾기 (SBS)

### 라디오
- 환타지 특급 - 드래곤 라자 (KBS) - 샌슨

### 영화
- 챠이라이 미녀특공대(KBS) - 드래곤(일본 야쿠자 두목) 역
- 스콜피온(KBS) - 모이즈 (토니 음푸자) 역
- 와사비(SBS) - 경찰 국장의 아들(안소니 데카디) / 강도(알렉상드르 브리크)
- 드림캐쳐(SBS) - 메이플스 상병(다린 클리멕)
- 세인트(SBS) - 일리야 트레티악 (발레리 니콜라예프) 역
- 그랑블루(SBS)
- 크래쉬(KBS) - 피터 워터스 (라렌즈 테이트) / 경찰관(빌리 갤로)
- 겟 오버 잇(SBS) - 포레스트 (마틴 쇼트) 역
- 스페이스 잼(SBS) - 파란색 외계인(스티브 카헬라) / 래리 존슨(본인) / 야구 선수
- 베른의 기적(SBS) - 폴 애커만 (루카스 그레고로빅스) 역
- 게이샤의 추억(KBS) - 허친스 역
- 프린세스 다이어리(KBS) - 제레미아 (패트릭 플러거) / 미아의 담임선생님(숀 오브라이언) 역
- 이연걸의 흑협(SBS)
- 영웅본색(SBS) - 경찰(맥위장)
- 텍사스 레인저(SBS)
- 라스트 패트롤(SBS) - 사이먼 피스 (채넌 엘리아스) 역
- 크림슨 타이드(SBS) - 마호니 (제이미 고메즈) 역
- 아내는 스모왕(SBS)
- 데스티네이션(SBS) - 토드 (채드 도넬라) 역
- 방세옥 2(SBS) - 진가락의 제자
- 닌자 거북이3(SBS) - 라파엘 (매트 힐) 역
- 10(KBS) - 무대감독 역
- 이유없는 반항(KBS) - 버즈의 친구(닉 아담스) 역
- 머시니스트(KBS) - 잭슨 (래리 길리아드 주니어) 역
- 택시 2(KBS)
- 허리케인 카터(KBS) - 테리 (존 한나) 역
- 맨 인 블랙(KBS) - 외계인(키스 캠벨) / 경찰
- 맨 인 블랙2(KBS) - 스크래드 / 찰리(조니 녹스빌)
- 프로젝트 A(KBS) - 경찰(당염찬)
- 속 프로젝트 A(KBS) - 마여룡의 동료(태보) / 간수장(조 레드너)
- 샤인(KBS) - 청년 데이빗 (노아 테일러) 역
- 가을의 전설(KBS) - 사뮤엘 (헨리 토마스) 역
- 대부3(KBS) - 앤서니 (프랑크 담브로시오) 역
- 온 더 라인(SBS) - 히긴스 (데이브 폴리) / 알 그린 역
- 아문센(KBS) - 빅터 (틸 린드만) 역
- 타이타닉(KBS) - 파브리지오 (대니 누치) 역 / 선원(마틴 이스트)
- 천방지축(KBS)
- 더티 해리 4 - 써든 임팩트(KBS)
- 빌리 베스게이트(KBS)
- 시스터 액트 2(KBS)
- 형사 가제트(KBS)
- 재회(KBS)
- 드라큘라(KBS) - 퀸시 (빌 캠벨) 역
- 야마카시 2(KBS) - 키타노(산티 수다로스)
- 죽음의 씨앗(KBS)
- 말뚝상사 빌코(KBS)
- 토파즈(KBS) - 프랑소아 역
- 초연(KBS) - 아곡 역
- 호커스 포커스(KBS)
- 극속전설(KBS) - 패디 (장가휘) 역
- 운명의 덩크슛(KBS)
- 스튜어트 리틀(KBS)
- 미이라(KBS) - 번스(턱 왓킨스)
- 연지구(KBS)
- 도니 다코(KBS) - 모니토프 (노아 와일) 역
- 위대한 유산(KBS) - 오웬 (가브리엘 만) 역
- 잉글리쉬 페이션트(KBS) - 버만 (페터 뤼링) 역
- 주니어는 못말려(KBS)
- 아름다운 시절(KBS) - 젊은 바우(미카엘 모리첸) 역
- 유덕화의 도망자(KBS)
- 페이지 마스터(KBS)
- 뱀파이어와의 인터뷰(KBS) - 귀족의 하인(리 E. 샤프스타인)
- 레지던트 이블(KBS) - 제이디(파스칼 앨리어디) 역
- 인비저블 서커스(KBS) - 에릭(모리츠 블라이프트로이) 역
- 쉬즈 올 댓(KBS) - 딘 (폴 워커) 역
- 늑대의 후예들(KBS) - 막심(니콜라스 바우데)
- 봉쥬르 무슈 슐로미(KBS) - 매형 역
- 파워 오브 원(KBS)
- 데니스 P(KBS)
- 숲 속의 눈동자(KBS)
- 베토벤2(KBS)
- 베스트 키드(KBS) - 네드 (마이클 카바리에리) 역
- 인사이더(KBS) - 로웰의 아들(에얄 포델) / 호텔 매니저(로저 바트)
- 언더시즈(KBS)
- 언더시즈(SBS) - 빌리의 부하(크레이그 던)
- 백 투 더 퓨처 2(KBS) - 불량배 (리키 딘 로건) / 스포츠 중계 해설 (존 에르빈)
- 제5원소(KBS) - 이웃집 남자 / 경찰 / 로봇 / 루비의 동료
- 에일리언4(KBS) - 디스테파노 (레이몬드 크루즈) 역
- 퍼펙트 스톰(KBS) - 알프레드 피에르 (알렌 페인) 역
- 머더 1600(KBS)
- 그렘린 2(SBS) - 가즈키 (게드 와타나베) 역
- 바하마의 별(KBS)
- 이연걸의 보디가드(KBS) - 양 경관의 동료 형사(양영충) 역
- 나는 고백한다(KBS) - 형사 역
- 이연걸의 황비홍(KBS) - 악환 (막소총) 역
- 홀랜드 오퍼스(KBS) - 스테들러(밸세이저 게티)
- 쾌찬차(KBS) - 몬데일의 부하(베니 어키데즈) / 폭주족(가수량)
- 오복성(KBS) - 조직원(장가년)
- 스트리트 나이트(SBS) - 피위(모에 버트란)

### 외화
- 닥터후 시즌 1(KBS) - 미키 스미스(노엘 클라크)
- 닥터후 2006 크리스마스 스폐셜(KBS) - 랑스(돈 길렛)
- 닥터후 2013 크리스마스 스폐셜(KBS) - 나무 사이버맨(니콜라스 브릭스), 데이브 오스왈드(제임스 불러)
- 미스트리스 - 위험한 연인들(KBS) - 도미닉 (애덤 레이너) 역
- 의천도룡기(KBS) - 청서 역
- 와신상담(EBS) - 완손락 / 예원 역

### 광고
- 옥션
- 매운콩 라면(빙그레)
- 락레코드
- 쿠크다스

### 드라마
- 상도(MBC) - 배우로 출연
- 코리아게이트(SBS) - 배우로 출연
- 아래층 여자와 윗층 남자 - 배우로 출연